# Louise af Preussen (1838-1923)
 Der er flere personer med dette navn, se Louise af Preussen.
Prinsesse Louise af Preussen (tysk: Luise Marie Elisabeth; 3. december 1838 – 23. april 1923) var en tysk prinsesse, der var storhertuginde af Baden fra 1856 til 1907.
Louise var datter af kejser Wilhelm 1. af Tyskland og Augusta af Sachsen-Weimar-Eisenach. Hun blev gift med storhertug Frederik 1. af Baden i 1856.
Hun var tipoldebarn af Ruslands zarina Katharina den Store og blev tipoldemor til både kong Carl 16. Gustav af Sverige og dronning Margrethe 2. af Danmark.

## Biografi

### Prinsesse af Preussen
Prinsesse Louise blev født den 3. december 1838 i Berlin som det andet barn og eneste datter af kejser Wilhelm 1. af Tyskland og Augusta af Sachsen-Weimar-Eisenach. Hun havde én bror, den senere kejser Frederik 3. af Tyskland, og hun var syv år yngre end han. Forældrenes ægteskab var ulykkeligt, og parret var fremmedgjort. Efter fødslen af Louise erklærede moderen, at hun nu havde gjort sin pligt for at sikre dynastiet. 
Faderen viste ringe interesse for sin søn og arving. Han var til gengæld umådelig kærlig over for Louise. Han kom flere gange under hendes skoleundervisning, og de endte ofte med at lege på gulvet. Forholdet mellem moder og barn var ganske koldt, og Louise var til tider fyldt med ærefrygt og skræk over, om hun ville komme til at svare forkert på de spørgsmål, hendes mor stillede hende som en del af hendes uddannelse.

### Storhertuginde af Baden
Louise blev som 16-årig forlovet med den 12 år ældre Frederik af Baden i 1854. Han var regent for sin sindssyge bror, og 1856 udråbtes han som storhertug, da lægerne havde opgivet at kurere hans bror. Parret blev gift 20. september 1856 i Neues Palais i Potsdam og Louise var dermed storhertuginde, før hendes far blev konge (1861).
Allerede få uger efter brylluppet blev Louise gravid. Parret fik tre børn:
1. Frederik 2. af Baden (9. juli 1857 – 9. august 1928) – gift 1885 med Hilda af Luxembourg, ingen børn.
2. Victoria af Baden (7. august 1862 – 4. april 1930) – gift 1881 med Gustav 5. af Sverige, tre børn.
3. Ludvig af Baden (12. juni 1865 – 23. februar 1888) – død ugift og uden børn.

Frederik og Louise brød sig ikke så meget om det stive hof i Karlsruhe, så de opholdt sig ofte på slottet på øen Mainau ved Konstanz.
Efter Den østrigsk-preussiske krig i 1866 overlevede Storhertugdømmet Baden som stat, på trods af at landet havde været allieret med østrigerne. Flere af de østrigsk-allierede stater i Tyskland blev annekteret af Kongeriget Preussen, men Louises familiære forhold gjorde at Baden undgik anneksion, selv om det ikke passede kansler Otto von Bismarck.

### Filantropen
Louise brugte megen tid på velgørenhedsarbejde især til støtte for kvinder. Hun  korresponderede med Florence Nightingale og var aktiv i at oprette felthospitaler under både Den fransk-preussiske krig og 1. verdenskrig.
Frederik døde den 28. september 1907 og Louises søn blev storhertug. Samme år blev hendes datter dronning i Sverige. Efter revolutionen i 1918 og kejser Wilhelm 2.s abdikation flygtede familien til Langenstein Schloß, der tilhørte det svenske hof. Regeringen i Weimar gav ordre til at hertugfamilien skulle beskyttes, da man ikke ønskede konflikt med Sverige, hvis dronning også opholdt sig på slottet. Efter nogen tid tog Louise ophold i Baden-Baden, hvor hun boede til sin død i 1923.